# Jim Thompson (stilista)
James H. W. Thompson, detto Jim (Greenville, 21 marzo 1906 – Cameron Highlands, 26 marzo 1967), è stato un imprenditore statunitense, che aiutò a rivitalizzare l'industria tessile thailandese della seta negli anni cinquanta e sessanta.
Fu un ex ufficiale dello spionaggio militare statunitense e lavorò per l'Office of Strategic Services, l'agenzia di intelligence statunitense da cui è nata la CIA.

## Biografia
Jim Thompson si laureò alla University of Pennsylvania School of Architecture e lavorò come progettista sulla East Cost. Dopo pochi anni, lasciò la carriera di architetto per arruolarsi nell'OSS.
Nei primi giorni d'agosto del 1945 Jim Thompson fu alla guida di un gruppo di guerriglieri col compito di penetrare in Thailandia e organizzare la resistenza contro l'occupazione giapponese. Mentre era in volo su un C-47 della marina arrivò la notizia che la guerra era finita e la missione fu annullata. Tuttavia, Thompson arrivò lo stesso a Bangkok per organizzare l'ufficio locale dei servizi segreti americani. 
Negli anni '50 investì nella compagnia teatrale dei Ballet Russe de Monte Carlo ma a causa di un diverbio con uno dei soci, abbandonò l'impresa e si trasferì a Bangkok , dove costruì una dimora formata da un complesso di sei case in teak di stile thai. Fece rifiorire la locale industria della seta. Scomparve nel nulla nel 1967 durante una trasferta in Malaysia. Nonostante le ricerche effettuate dal governo malese, nulla di lui fu più ritrovato, nessun indizio che ne potesse confermare la morte.

## La casa di Bangkok
Nel 1976 la casa ed il suo lussureggiante giardino nel pieno centro della città commerciale di Bangkok, furono convertiti in museo che è tuttora aperto al pubblico. Al suo interno si trova anche un negozio dove è possibile acquistare seta.